# Georg Gustav Roskoff
Georg Gustav Roskoff (* 31. August 1814 in Preßburg; † 20. Oktober 1889 in Obertressen bei Aussee, Steiermark) war ein österreichischer evangelischer Theologe, Professor für alttestamentliche Exegese und Regierungs- und Hofrat. Sein Hauptwerk galt der historischen Entfaltung des Dualismus und der kulturgeschichtlichen Darstellung von Teufelsvorstellungen von den Anfängen der Menschheit bis ins 18. Jahrhundert. Er hat dieses in dem als Standardwerk geltenden „Die Geschichte des Teufels“ niedergeschrieben. Georg Gustav Roskoff geriet in die Kritik, als er die heftig umstrittene Zahl von neun Millionen Hexenverbrennungen, die von Gottfried Christian Voigt erhoben wurde, aufgriff und ihr zur Verbreitung verhalf (diese Zahl gilt als überholt).

## Leben
Nach dem Lyceum in Preßburg besuchte Roskoff die dortige Rechtsakademie und war nach abgelegter juristischer Prüfung drei Jahre lang Erzieher im gräflichen Hause Radays tätig. Er immatrikulierte sich 1839 in Halle und studierte Philosophie und Theologie. Nach Hegels Tod war die Universität der akademische Hauptsitz des konservativen Hegelianismus geworden. Johann Eduard Erdmann führte ihn in die Religionsphilosophie Georg Wilhelm Friedrich Hegels ein, die Roskoffs Theologie nachhaltig prägte.
Von Halle ging er nach Wien und schloss an der evangelisch-theologischen Fakultät sein Studium mit dem Fakultätsexamen ab. 1846 wurde er auf Empfehlung besoldeter Privatdozent „Assistent“ für biblische Exegese. Bereits ein Jahr später übertrug man ihm als Vertretung den verwaisten Lehrstuhl des alttestamentlichen Lehrfaches. Das Konsistorium hob seine „Präcision der Darstellung, Entschiedenheit der Ueberzeugung, Geistesschärfe, Lebendigkeit der Vorträge“ rühmend hervor und ernannte ihn 1850 zum Professor für alttestamentliche Exegese. Er erhielt durch Verfügung vom 12. Juli 1850 dann das Ordinariat für Altes Testament und biblische Archäologie. 1852 verlieh ihm die Heidelberger Fakultät die theologische Ehrendoktorwürde. Ab 1861 las Roskoff auch Ethik und bekleidet bis zu seiner Emeritierung 1884 viermal das Dekanat. Seine Verdienste wurden mit der Berufung in den österreichischen Unterrichtsrat und 1869 mit der Ernennung zum Regierungsrat gewürdigt. Schließlich wurde Roskoff der Orden der Eisernen Krone, mit dem Recht zur Erhebung in den Ritterstand verliehen, von dem er aber keinen Gebrauch machte und es vorzog im bürgerlichen Stand zu bleiben. In Wien war Georg Gustav Roskoff Mitglied des Presbyteriums und in der Gemeindevertretung des Waisenversorgungsvereins, den er mit ins Leben gerufen hat.
Roskoff war ein Förderer des siebenbürgischen Schriftstellers Michael Albert, den er viele Jahre bei dessen literarischen Werken begleitete.

## Werke
- Die hebräischen Alterthümer in Briefen. Braumüller, Wien 1857. (Digitalisat)
- Die Simsonssage nach ihrer Entstehung, Form u. Bedeutung u. der Heraclesmythus. Bredt, Leipzig 1860. (Digitalisat)
- Geschichte des Teufels. Eine kulturhistorische Satanologie von den Anfängen bis ins 18. Jahrhundert. Brockhaus, Leipzig 1869. ISBN 978-3937229690 (Digitalisat Band 1), (Band 2)
- Das Religionswesen der rohesten Naturvölker, Leipzig 1880 Digitalisat